# Børnenes Jord (Vrå)
Børnenes Jord  var en byggelegeplads i Vrå i Vendsyssel, som blev grundlagt den 15. maj 1968 efter en fællesindsats af en del forældre med Carl Scharnberg i spidsen. 
Børnenes Jord i Vrå eksisterer stadig men er nu en offentlig legeplads, med svævebane, gynger, sandkasse og klatretårn. 

## Historie
Den tidligere skoleinspektør, Jørgen Jensen, og hans kone, Anna, forærede et stykke jord til børnene i Vrå, og derefter gik Vrås børn og voksne sammen om at skabe en anderledes legeplads. Tankerne bag og måden Børnenes Jord blev til på har Carl Scharnberg beskrevet i bogen «Børnenes Jord», (Forlaget Aros, 1976). Børnenes Jord i Vrå, der eksisterer den dag i dag, gav inspiration til at oprette lignede steder rundt om i Danmark, blandt andet Børnenes Jord i Poulstrup 1971 og samme år i Sjællandsgadekvarteret i  Århus.